# D'Alma
D'Alma é o terceiro álbum de estúdio do grupo de rap brasileiro Apocalipse 16, lançado em 2005 pela gravadora 7 Taças.
Com produção assinada por Pregador Luo, Luciano Claw, Rogério Sarralheiro, Silvera, DJ Cia e Glenn Livingstone, é o primeiro disco da banda com Luo como único integrante remanescente. Com isso, o músico atuou com uma série de músicos convidados e participações especiais, incluindo nomes como Adhemar de Campos, DJ Alpiste, Robson Nascimento, Wilson Simoninha, o ex-vocalista dos Raimundos Rodolfo Abrantes e a banda Raiz Coral.
De acordo com Luo, o disco foi produzido num momento em que o músico procurou abarcar outras influências de música negra além do rap, além de outras temáticas que não se focassem exclusivamente na violência urbana da época de 2ª Vinda, a Cura (2000):
"Passei a me interessar mais por literatura e cinema. Sempre assistia as obras, mas nunca as via como uma obra de arte. Vi que em outras músicas, como o jazz, a música clássica, eletrônica, a MPB, blues, até mesmo a música regional brasileira, possuem abordagens que enxergavam a vida de outra maneira. Uma forma não tão revoltosa como eu via no rap. Disso, fui me tornando eclético", disse o cantor, em entrevista.
Com a saída de todos os demais integrantes, Pregador Luo se apresentou com o nome Apocalipse 16 com outros músicos, nomeadamente DJ Negrito, Júlio de Castro (cantor black) e MC Robert (rapper de apoio). Sob esta ideia, Luo manteve a banda até 2011, quando resolveu se assumir exclusivamente como um artista solo.
Considerado o registro que mostrou mudanças na carreira de Luo, D'Alma recebeu aclamação da mídia especializada. Foi eleito o 20º melhor disco da década de 2000, de acordo com lista publicada pelo Super Gospel.
“Nesse disco, eu já não tinha mais ninguém da banca do início do Apocalipse 16, nem o DJ nem o MC, então não precisava mais compor pensando na parte dos outros. O repertório eu escrevi e gravei considerando que havia um público de rap-gospel ou rap cristão e que a minha realidade era diferente daquela de quando eu comecei – o que eu comia, vestia, onde eu ia. É um álbum mais musical, com mais arranjos, com ainda mais assinatura autoral e letras com menos protesto e com mais assuntos pessoais, da minha alma.” Comentário de Luo sobre o CD quando a discografia do grupo foi disponibilizada nas plataformas digitais de streaming de música.
| Críticas profissionais | Críticas profissionais |
| Avaliações da crítica  | Avaliações da crítica  |
| Fonte                  | Avaliação              |
| ---------------------- | ---------------------- |
| Super Gospel           | (favorável)            |

## Faixas
| N.º            | Título                                                     | Compositor(es)                                 | Produtor(es)                       | Duração |  |
| 1.             | "O Caminho para o Bom Tempo"                               | Pregador Luo                                   | Pregador Luo e Luciano Claw        | 1:27    |  |
| 2.             | "Bons Tempos"                                              | Pregador Luo                                   | Pregador Luo e Luciano Claw        | 3:45    |  |
| 3.             | "Maus Tempos"                                              | Pregador Luo                                   | Pregador Luo e DJ Cia              | 3:35    |  |
| 4.             | "D'Alma"                                                   | Pregador Luo                                   | Pregador Luo e Silvera             | 5:11    |  |
| 5.             | "Louve a Deus (Praise Allah)" (part. Noiz A.K.A. Zion)     | Pregador Luo e Noiz A.K.A. Zion                | Pregador Luo e Luciano Claw        | 3:45    |  |
| 6.             | "Tributo a Iehovah" (part. Adhemar de Campos e Raiz Coral) | Adhemar de Campos e Pregador Luo               | Pregador Luo e Rogério Sarralheiro | 4:19    |  |
| 7.             | "Dance na Chuva" (part. Raiz Coral)                        | Pregador Luo                                   | Pregador Luo e Rogério Sarralheiro | 1:35    |  |
| 8.             | "Moisés Negro (Black Moses)"                               | Pregador Luo                                   | Pregador Luo e Luciano Claw        | 4:25    |  |
| 9.             | "Pensa Nisso (Falso MC)"                                   | Pregador Luo                                   | Pregador Luo e Luciano Claw        | 4:35    |  |
| 10.            | "Deus Esperava Mais" (part. Robson Nascimento)             | Pregador Luo                                   | Pregador Luo e Luciano Claw        | 4:19    |  |
| 11.            | "Tema dos Guerreiros"                                      | Pregador Luo                                   | Pregador Luo e Luciano Claw        | 4:13    |  |
| 12.            | "Na Missão" (part. Dirt e Wut Metaphysical e P.Kaer)       | Pregador Luo, Dirt e Wut Metaphysical e P.Kaer | Pregador Luo e Luciano Claw        | 5:34    |  |
| 13.            | "Compensações" (part. Wilson Simoninha e Grödash)          | Pregador Luo e Grödash                         | Pregador Luo e Rogério Sarralheiro | 6:03    |  |
| 14.            | "Amor Incondicional" (part. FLG)                           | Pregador Luo                                   | Pregador Luo e Silveira            | 4:14    |  |
| 15.            | "3 Cruzes"                                                 | Pregador Luo e Preto Louco Jay                 | Pregador Luo e Luciano Claw        | 4:16    |  |
| 16.            | "Melancolia"                                               | Pregador Luo                                   | Pregador Luo e DJ Cia              | 4:58    |  |
| 17.            | "Interlúdio"                                               | Rogério Sarralheiro                            | Rogério Sarralheiro                | 0:15    |  |
| 18.            | "É Mentira" (part. Templo Soul)                            | Pregador Luo e Rogério Sarralheiro             | Pregador Luo e Rogério Sarralheiro | 4:23    |  |
| 19.            | "Ezocomademutnangai"                                       |                                                |                                    | 0:04    |  |
| 20.            | "Muita Tretze" (part. DJ Alpiste e Ao Cubo)                | Pregador Luo, DJ Alpiste e Ao Cubo             | Pregador Luo e Silvera             | 5:03    |  |
| 21.            | "Grand Finale"                                             | Raiz Coral                                     | Rogério Sarralheiro                | 0:21    |  |
| 22.            | "Santo Sangre" (bônus - part. Rodolfo Abrantes)            | Pregador Luo e Rodolfo Abrantes                | Pregador Luo e Rogério Sarralheiro | 3:27    |  |
| Duração total: | Duração total:                                             | Duração total:                                 | Duração total:                     | 79:55   |  |